# Johann Caspar Crusius
Johann Caspar Crusius (* 18. September 1637 in Lauban, heute Lubań in Polen; † 11. März 1691 in Görlitz) war ein Oberlausitzer Küster und „ein guter lateinischer Poet“.
Über sein Leben ist wenig bekannt. Sein Vater Caspar Crusius war schwedischer Dragoner-Lieutnant und Bürger von Lauban. Crusius studierte in seiner Vaterstadt und in Leipzig Theologie. 1661 wurde er Kantor der Stadtkirche in Muskau und ab 1678 Aedituus (Küster) der Petrikirche in Görlitz. Laut Kammerrechnung wurden vom Rat der Stadt Bautzen verehrt: „[…] 1675 5.Okt. Johann Caspar Crusio Cantori in Muscau 6 Taler“. Er verfasste eine Vielzahl allgemeine und regionalgeschichtliche Abhandlungen.

## Werke
- Moskoviae decus eximium; carmen heroicum. Guben 1668, Digitalisat (deutsch: Muszkauische Kirchen-Zierde. Guben 1671)
- Wehmüthige Klag-= Und Demüthige Trost=Elegien Über den allzufrühen aber hochseligen Tod Der weiland Hochwolgebornen Frauen Frauen Ursulen Catharinen Frauen von Callenberg, des Heil. Röm. Reichs geborner Burg=Gräfin zu Dohna etc. Guben 1672
- PYROLOGIA Physico-Historico-Theologica. Guben 1673, Digitalisat
- PYROLOGIA Physico-Historico-Theologica Continuatio. Guben 1675, Digitalisat
- Herrn Martini Bohemi, Weil: Predigers zu Lauban in Ober=Lausitz Christlicher und nützlicher Bericht von HUNDEN. Leipzig 1677, Digitalisat
- Görlitzisches Stadt- und Kirchen-Gedächtnüß. Görlitz (1679), Digitalisat
- Das wunderbare Gnadenzeichen und gnädige Wunderzeichen an Görlitz, in Abwendung der Pestseuche. Görlitz 1680